# Kanina (železniční zastávka)
Kanina je železniční zastávka (dříve i nákladiště), která se nachází na katastru Kanina v okrese Mělník, u silnice z Kaniny do Velkého Újezdu. Zastávka leží v km 20,449 neelektrizované jednokolejné trati Mladá Boleslav – Mělník mezi dopravnami Lhotka u Mělníka a Mšeno.

## Historie
Zastávka a nákladiště byla dána do provozu 22. června 1896 společně s celým úsekem trati z Mělníka do Mšena. Původní název byl Kanina-Újezd (případně též Kanina-Oujezd, německy Kanina-Aujezd), v 30. letech 20. století se název změnil na Kanina. Původně zde byly tři koleje a čtyři výhybky, tak tomu bylo ještě v roce 2014. V místě se nakládala do železničních vozů především cukrová řepa. V roce 2015 proběhla oprava trati i s vybudováním nového nástupiště v Kanině.

## Popis zastávky

### Před zrušením nákladiště
V Kanině byly kromě průběžné traťové koleje č. 1 ještě dvě manipulační koleje: č. 2 (užitečná délka 188 m) u budovy a č. 3 (88 m) na opačné straně. Tyto koleje byly zapojeny do koleje č. 1 na obou zhlavích, v nákladišti tedy byly čtyři ručně přestavované výhybky. Obě manipulační koleje byly na obou koncích opatřeny výkolejkami. V roce 2005 už byly obě manipulační koleje nesjízdné. U koleje č. 1 bylo zvýšené nástupiště o délce 55 m.

### Po zrušení nákladiště
Po modernizaci trati provedené v roce 2015 už v místě nejsou žádné odbočné koleje původního nákladiště. V zastávce je bezbariérově přístupné nástupiště z betonových prefabrikátů o délce 75 metrů, výška nástupní hrany je 550 mm nad temenem kolejnice. Cestujícím slouží přístřešek. Nástupiště je vybaveno LED osvětlením ovládaným fotobuňkou. Přímo u zastávky se ve směru na Mšeno v km 20,536 nachází železniční přejezd P3033 (silnice III/27319 mezi obcí Kanina a křižovatkou se silnicí II/273), který je vybaven výstražnými kříži. Zastávka není obsazena žádnými zaměstnanci.